# Азербайджано-иранские отношения

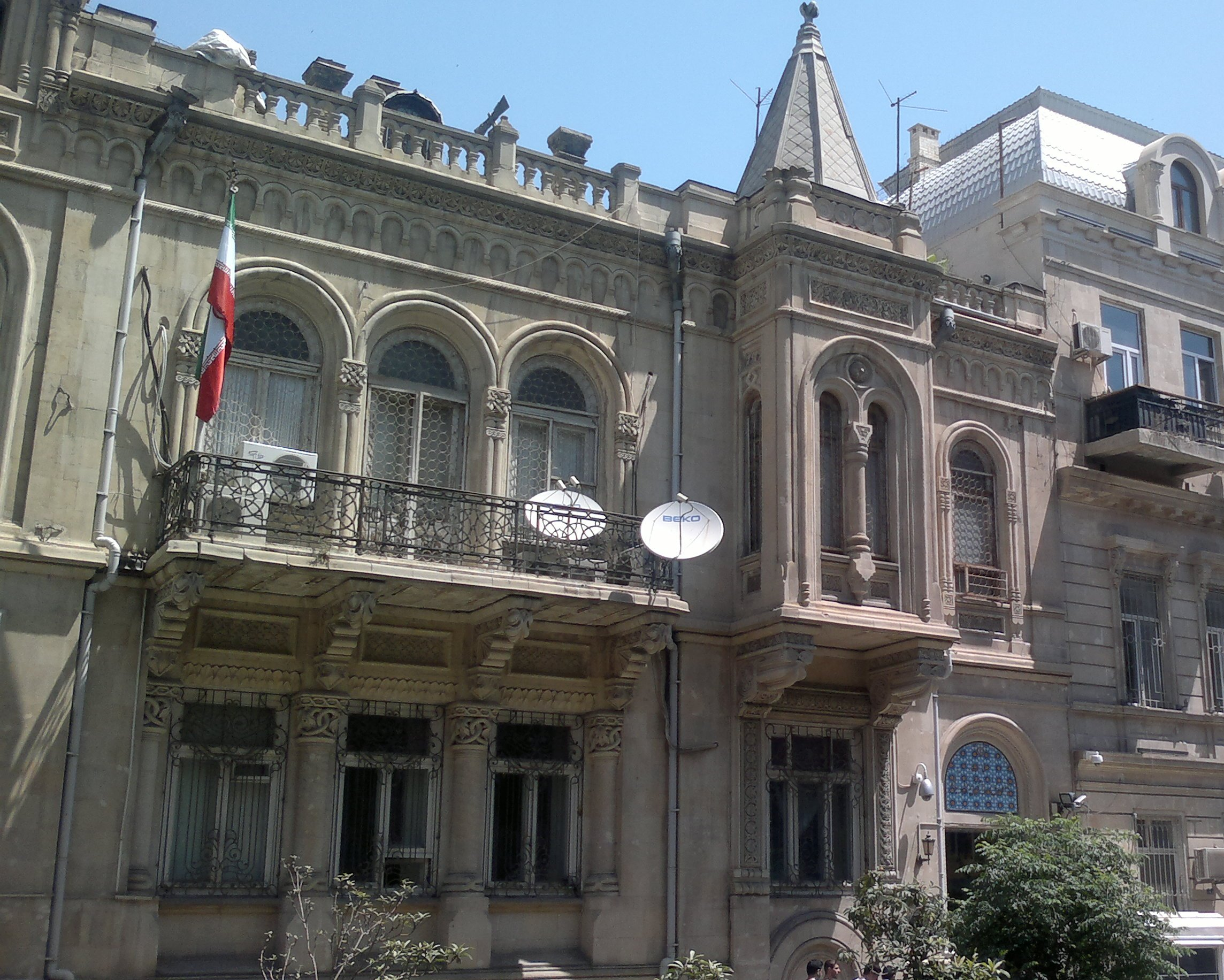
Здание посольства Ирана в Баку. Улица Буниата Сардарова, 4

Азербайджано-иранские отношения — политические, экономические и прочие межгосударственные отношения между Азербайджаном и Ираном. Протяжённость государственной границы между странами составляет 689 км.

## Контекст
Азербайджано-иранские отношения отличаются особой спецификой. На протяжении многих столетий эти две страны и два народа были частью одного государства. Последовавшие в начале XIX века русско-персидские войны привели в 1828 году к тому, что азербайджанский народ остался по обе стороны русско-персидской границы.
Сами азербайджанцы имеют с Ираном глубокие историко-культурные связи и даже общие этнические и социальные черты. Население стран, в основном, исповедуют шиитский ислам, что непосредственно оказало влияние на формирование схожих нравов и обычаев (см. Культура Азербайджана, Культура Ирана).
16 ноября 1918 года министр иностранных дел Азербайджана Алимардан-бек Топчибашев на встрече с иранским посланником в Османской империи Мирзой Махмуд-ханом как-то сказал: «Иран — старший брат нашего Азербайджана, любовь и симпатии наши к Персии сильны». 

В современности, президенты обоих государств Ильхам Алиев и Махмуд Ахмадинежад при встрече обращались друг к другу «дорогой брат», называли свои народы — братскими, причём, Ахмадинежад при посещении Азербайджана в 2010 году заявил, что расценивает свой визит как приезд к себе домой, к своим братьям.
Проживающие на севере Ирана миллионы азербайджанцев (сейчас в Иране проживает в три раза больше азербайджанцев, чем в самом Азербайджане) заставляют Иран опасаться появления сепаратистского движения. Поэтому, по мнению ряда экспертов, Иран считает Азербайджан потенциальной проблемой и Армения в этом деле может стать важным союзником Ирана. Для Ирана дружба с Арменией становится способом поднять отношения с христианским миром и надавить на Азербайджан. Поэтому, Иран оказывает главным образом политическую и экономическую помощь Армении, обесценивая блокаду со стороны Турции и Азербайджана.

## История двусторонних отношений

### Период Российской Империи
В начале XX века действовало консульство Персии в Баку. Консулом являлся Мирза Исмаил хан Фарзани. Рабочие из Персии работали на нефтяных промыслах Азербайджана.
В 1902 году шах Ирана Мозафереддин-шах Каджар посещал с визитом Баку.

### АДР
В мае 1918 года на территории юго-восточного Закавказья была провозглашена независимая Азербайджанская Демократическая Республика. Персидская делегация во главе с Сеидом Зия эд-Дином Табатабаи посетила Баку для проведения переговоров по различным аспектам, в ходе которых были подчёркнуты общие связи между Азербайджаном и Ираном. С другой стороны, в марте 1919 года персидское правительство представило на Парижской мирной конференции меморандум, в котором потребовало передать Персии весь Азербайджан с городом Баку.
1 августа 1919 года правительством АДР была учреждена дипломатическая миссия АДР в Персии. Дипломатическим представителем был назначен Адиль Хан Зиятханов. 5—30 декабря 1919 года была проведена персидско-азербайджанская конференция, на которой были определены главные направления экономических и политических отношений Азербайджана и Персии. 4 января 1920 года дипломатическая миссия во главе с Зиятхановым выехала в Персию.
20 марта 1920 году между правительствами Персии и Азербайджана был заключен договор о дружбе, который предусматривал признание Ираном независимости Азербайджана, а также заключение между обеими сторонами торгово-таможенной, консульской, почтовой, телеграфной и некоторых других конвенций и обмен дипломатическими представителями.

### Азербайджанская ССР
В апреле 1920 года части 11-й Красной Армии пересекли границу с Азербайджаном и при поддержке восставших рабочих и большевиков установили здесь советскую власть. В ноте правительства Персии правительству РСФСР, полученной 20 мая, говорилось, что «Персидское правительство признает Азербайджан независимым государством», но при этом в ноте приветствовался декрет о провозглашение Азербайджанской ССР, поскольку декрет «подтверждает мысль, что Советское Правительство действительно стремится к освобождению и восстановлению прав малых народностей».
До осени 1922 года в Баку находились чрезвычайный дипломатический представитель Персии в Азербайджане и персидское консульство, в Гяндже располагалось вице-консульство Персии. В июне 1922 года были назначены полномочный представитель Азербайджанской ССР в Персии и консул в Тебризе. По просьбе Баку руководство СССР 9 декабря 1958 года приняло решение об открытии при посольстве СССР в Тегеране должности «советника по азербайджанским делам».
В ноябре 1981 года иранский политический деятель Хашеми-Рафсанджани заявил, что Тегеран будет официально признавать самостоятельность Азербайджана; по этой причине иранские исследователи полагают, что Иран, тем самым, является первой страной, официально признавшей Азербайджан, и с этого времени начинают отсчёт новых отношений между двумя странами.

### После 1991 года
12 марта 1991 года Иран одним из первых признал независимость Азербайджана, а уже в августе того же года президент Азербайджана Аяз Муталибов посетил Тегеран с первым официальным визитом.

#### В период карабахского конфликта
Иран, пытаясь ещё более сблизиться с Азербайджаном, поддержал его в карабахском конфликте. В Азербайджане действовали иранские инструктора. Кроме того, представитель аятоллы Али Хаменеи в Ардебиле имам-джуме аятолла Сеид Гасана заявил об оказании военной поддержки последнему:

Воинам, участвующим в боях за Шушу и испытывающим сложности с вооружением, мы поставляли оружие автоколоннами. С согласия правительства и по просьбе Рагима Газиева, Ровшана Джавадова был создан общий азербайджано-иранский штаб обороны, в рамках которого тебризские и ардебильские генералы помогали своим азербайджанским братьям, днём и ночью делая все возможное для предотвращения армянской агрессии.

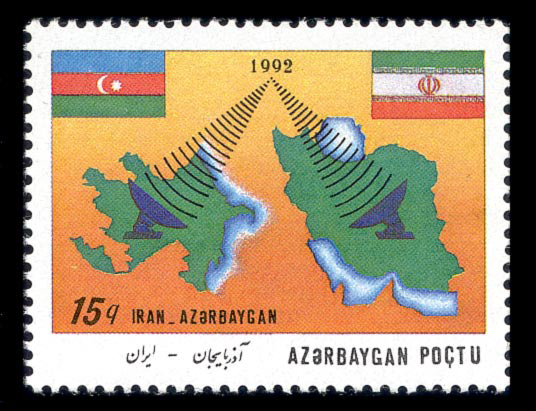
Почтовая марка Азербайджана, 1992

Иран первым выдвинул свою посредническую инициативу, пригласив делегации из Армении и Азербайджана в Тегеран на переговоры, где те 15 марта 1992 года подписали декларацию по разрешению конфликта. Позднее 9 мая того же года в Тегеране обе делегации подписали коммюнике по основным принципам мирного соглашения. Однако в этот же день армянские вооружённые формирования взяли Шушу. Взятие Шуши в момент подписания соглашения о прекращении огня вызвал в соседнем Иране суровую критику. Так иранская ежедневная газета «Салам» писала: «Армяне доказали, что они не соблюдают никаких обещаний и воспользовались возможностями (подготовленными для них нашей дипломатией) для перевооружения», подвергнув МИД страны резкой критике. По оценке Арифа Юнусова это событие тогда нанесло серьёзный удар по имиджу Ирана и его сторонников в Азербайджане и изменило общественное сознание граждан Азербайджана в отношении своего южного соседа, которого стали подозревать в проармянской политике. Полуофициальная иранская ежедневная газета Ettela’at обвинила руководство Народного фронта Азербайджана в сдаче Шуши с целью помешать Ирану посредничать в конфликте.
Спустя несколько дней после падения Шуши, 18 мая, армянские вооружённые формирования захватили город Лачин, открыв коридор для сообщения Карабаха и Армении. Переход Лачина под контроль армянских вооружённых сил вызвал социальную напряжённость в Иране. В частности, в Тебризе, крупнейшем городе Иранского Азербайджана, тайно распространялись памфлеты с призывом поддержать Азербайджан, в то время как полицией были предприняты меры по охране иранских армян, проживающих в том же регионе, от возможных нападений.
Успех армянских вооружённых сил совпал с государственным переворотом в Азербайджане, в результате которого был свергнут президент Муталибов и к власти в стране пришёл Народный фронт Азербайджана с её лидером Абульфазом Эльчибеем. Став в июне 1992 года президентом, Эльчибей занял антииранскую позицию по отношению к своему южному соседу. В отличие от официального Баку, совсем иначе развивались отношения у Ирана с Нахичеванской Автономной Республикой. В августе глава автономии Гейдар Алиев совершил визит в Иран, где был подписан Протокол о «сотрудничестве в различных областях между Нахчыванской Автономной Республикой, Азербайджанской Республики и Исламской Республикой Иран». В ходе одного из визитов в Тегеран Алиев заявил, что «никакой сатана не сможет повредить нашим отношениям с Ираном».
Иран резко отреагировал на занятие армянскими вооружёнными силами в апреле 1993 года Кельбаджара. Иран передислоцировал к границе с Азербайджаном два полка, в которых была объявлена повышенная боеготовность. В начале июня в Азербайджане возник военно-политический кризис, вызванный мятежом полковника Сурета Гусейнова в Гяндже и походом его отрядов на Баку. В момент кризиса президент Эльчибей неожиданно улетел в Нахичевань(авт. республику) и поселился в своём родном селе Келеки, а и.о президента страны стал Гейдар Алиев. Духовный лидер Ирана Али Хаменеи, посетив в июле того же года Тебриз, с целью продемонстрировать ясную поддержку Ираном нового азербайджанского руководства, обрушился на армянскую политику: «Правительство Армении и карабахские армяне угнетают мусульман региона, и мы осуждаем последние действия карабахских армян при поддержке правительства Армении. Мы также ожидаем, что армяне в нашей стране осудят эти действия».
В сентябре в Нахичеванском регионе вспыхнули боевые действия между армянскими и азербайджанскими силами. Иранские войска в целях охраны «совместно управляемых» дамб на реке Аракс и создания нескольких лагерей для азербайджанских беженцев перешли границу Азербайджана в районе Нахичевани, вызвавшей негативную резкую реакцию со стороны России. 6 сентября Иран потребовал от Армении вывести свои войска из Азербайджана, пригрозив в противном случае «не остаться равнодушным», а позднее Тегеран жёстко предупредил Ереван, что не потерпит «продолжения агрессии вблизи своей границы». Алексей Зверев пишет:

Другой инцидент, в сентябре 1993 г., привёл к драматическому усилению роли России в регионе. Когда в Нахичевани вновь вспыхнули бои, в эту автономную область вошли иранские войска для охраны совместно управляемого водохранилища; они также вступили в пункт Горадиз в «континентальной» части Азербайджана, якобы для оказания помощи азербайджанским беженцам. По мнению Армена Халатяна, аналитика Московского института гуманитарно-политических исследований, обращение азербайджанских властей за военной помощью к Турции могло бы спровоцировать вооружённый конфликт между турецкими и российскими частями, охранявшими армянскую границу, а также столкновение с иранцами уже вошедшими в Нахичевань. Баку, таким образом, был поставлен перед выбором: либо допустить разрастание конфликта до неконтролируемых пропорций, либо повернуться лицом к Москве. Алиев выбрал последнее, тем самым позволив России восстановить своё влияние по всему периметру закавказской границы СНГ, что фактически вывело из игры Турцию и Иран.

В октябре, сразу после избрания Алиева главой государства, президент Ирана Хашеми-Рафсанджани совершил визит в Баку и высказал ему полную поддержку.
В 1993—1994 гг. иранские власти обустроили на юге Азербайджана семь лагерей для беженцев, где разместились 100 тыс. человек; так в Азербайджане появились первые палаточные лагеря для беженцев.

### С 2000 года
В апреле 2004 года в Тебризе было открыто Генеральное консульство Азербайджана. 16 мая 2005 года Иран и Азербайджан подписали договор о ненападении, запрещающий, в частности, обеим странам права размещать на своей территории военные базы стран, враждебных противоположной стороне.
1 февраля 2010 года Иран отменил визовый режим для граждан Азербайджана, за исключением журналистов.
В марте 2020 года в целях борьбы с распространением пандемии КОВИД-19 правительством Азербайджанской Республики было принято решение о предоставлении финансовой помощи Исламской Республике Иран на гуманитарных основах в размере 5 миллионов долларов США.
Отправной точкой конфликта 2021 году стал арест в сентябре азербайджанскими полицейскими двух иранских водителей большегрузных автомобилей на межгосударственной трассе М-2, связывающей Иран с Арменией, на её отдельном участке (Горис — Капан в армянской Сюникской области), перешедшем под контроль Баку в результате второй Карабахской войны: их задержали и удерживают за «незаконный» провоз грузов в Нагорный Карабах и отказ уплатить «дорожный налог»; требование Тегерана о незамедлительном освобождении его граждан было проигнорировано азербайджанской стороной. Вскоре Иран под видом учений перебросил дополнительные войска в северо-западный регион, к границе с Азербайджаном (где компактно проживают этнические азербайджанцы).
Чуть позже иранская сторона приняла решение закрыть своё воздушное пространство для поставок самолётами ВВС Азербайджана военных грузов в Нахичевань, где с 5 по 8 октября проходили совместные учения азербайджанских и турецких вооружённых сил Sarsılmaz Kardeslik — 2021 («Непоколебимое братство — 2021»). Руководство Корпуса стражей Исламской революции (КСИР) заявило о том, что не потерпят «реализацию пантюркизма в регионе», одновременно Иран сделал заявление, что никогда не допустит «изменения (политической) карты региона». Иран также требует, чтобы из Азербайджана были высланы израильские специалисты, которые, по их утверждению, помогали Баку готовить войну с Арменией и «обучали азербайджанцев методам современной войны». Представители дипломатического корпуса и военного командования Ирана указывают и на присутствие на азербайджанской территории, примыкающей к северным границам ИРИ, различных террористических элементов — боевиков, переброшенных Турцией из Сирии в регион во время войны в Карабахе осенью 2020 года.
В начале октября арабское издание Elaph сообщило о размещении на территории Азербайджана для постоянного базирования пары истребителей F-35 ВВС Израиля; переброска истребителей осуществлялась в период сильного ухудшения отношений двух стран и обвинений в адрес Азербайджана о размещении израильских сил на своей территории. Президент И. Алиев отверг обвинения Ирана по поводу израильского присутствия на территории Азербайджана, потребовав от Тегерана соответствующих доказательств.
27 января 2023 года вооружённый человек напал на посольство Азербайджана в Тегеране.
29 января 2023 года Азербайджан эвакуировал всех сотрудников своего посольства в Тегеране и вскоре полностью приостановил его работу. Вместо азербайджанского посольства в Тегеране, по состоянию на июнь 2023 года в Иране продолжает работать лишь генеральное консульство Азербайджана в Тебризе, с повышенными мерами безопасности. В марте 2023 года у генконсульства Азербайджана в Тебризе состоялся митинг.
В результате начавшегося 13 июня 2025 года ирано-израильского конфликта начат выезд граждан Азербайджана с территории Ирана. На 19 июня 2025 года за разрешением для пересечения границы обратились более 600 граждан Азербайджана, а также граждане иных государств. 180 граждан Азербайджана  эвакуированы. Властями Ирана рассматриваются заявки от граждан 77 стран на эвакуацию через территорию Азербайджана.

### Внутрииранские национальные отношения
На территории Ирана проживают азербайджанцы, являющиеся второй по численности национальностью страны, и несколько сотен тысяч талышей, лингвистически близких персам. Проблемы между двумя государствами возникают на темы социально-политического статуса азербайджанцев Ирана, хороших двусторонних отношений Азербайджана с Израилем и Ирана с Арменией. Однако даже при наличии проблем, оба государства стараются подчеркнуть «братский» характер своих отношений. Так, однажды, посол Ирана в Азербайджане Мухаммедбагир Бахрами, касаясь проблем между двумя странами, сказал во время пресс-конференции в Баку, что даже «в семье может возникнуть недопонимание».

### Азербайджано-иранская граница
Общая длина азербайджано-иранской границы составляет 689 км и состоит из двух несмежных участков, разделённых армяно-иранской границей. На границе расположена крайняя южная точка Азербайджана.
После Карабахской войны в 1992—1993 годах часть азербайджано-иранской границы находилась под контролем ВС непризнанной Нагорно-Карабахской Республики. 22 октября 2020 года несколько сёл, город Зангилан, поселок Агбянд и Агбяндская пограничная застава в Зангиланском районе в результате боевых действий перешла под контроль ВС Азербайджана и тем самым был обеспечен полный контроль над государственной границей Азербайджана.
В январе 2022 года в рамках визита в Азербайджан министра дорог и градостроительства Ирана Ростама Гасеми был подписан протокол о строительстве автодорожного моста через Астарачай и состоялась церемония закладки фундамента.
21 сентября 2022 года начато строительство Агбендского автомобильного моста от Агбенда через реку Аракс. Запланировано строительство нового пропускного пункта на 1 000 грузовых транспортных средств.

## Двусторонние визиты
19 мая 2002 года президент Азербайджанской Республики Гейдар Алиев прибыл в Тегеран где состоялась встреча с министром иностранных дел Ирана Камалом Харрази.
22 февраля 2010 года председатель Милли Меджлиса Октай Асадов посетил Тебриз, где обсудил с главой области Восточный Азербайджан Ахмедом Алирзой Бейги вопросы укрепления ирано-азербайджанских отношений.
9 апреля 2014 года состоялся официальный визит Президента Азербайджана Ильхама Алиева в Исламскую Республику Иран. Во время визита было подписано несколько межгосударственных соглашений, в том числе в областях спорта, метеорологии, строительстве и эксплуатации гидроэлектростанций.
15-16 апреля 2014 года состоялся официальный визит министра обороны Азербайджанской Республики Закира Гасанова в Иран.
6-8 августа 2016 года президент Ирана Хасан Роухани совершил официальный визит в Азербайджан.
5 апреля 2018 года Министр иностранных дел Ирана Мухаммед Джавад Зариф совершил официальный визит в Азербайджан, где принял участие в конференции на тему «Поощрение международного мира и безопасности во имя устойчивого развития»..
28 марта 2018 года состоялся официальный визит президента Ирана Хасана Роухани в Азербайджан, в ходе которого были подписаны документы в сфере промышленности, сельского хозяйства, здравоохранения и туризма.
19 мая 2024 года на азербайджано-иранской границе состоялась встреча Президента Азербайджана Ильхама Алиева и Президента Ирана Сейида Ибрахима Раиси. Были обсуждены планы и будущие совместные проекты двух стран. Однако, возвращаясь в Иран, вертолёт Ибрахима Раиси потерпел крушение, и тот скончался.

## Экономические отношения
В 2023 году объём прямых иностранных инвестиций Ирана в Азербайджан составил 395,983 млн долл. США. В 2024 году — 371,487 млн долл. США (5,3 % от общего объёма прямых иностранных инвестиций в Азербайджан).
Иранская автомобилестроительная компания Iran Khodro экспортирует автомобили в Азербайджан. Экспортируются автомобили марки «Саманд». Сборка осуществляется на заводе в Азербайджане. В 2023 году планируется также экспорт и сборка автомобилей марок «Дена», «Тара».
В рамках транспортного коридора Север — Юг строится железная дорога Решт — Астара.
Ведётся строительство моста через Астарачай.
В Азербайджане действует филиал иранского банка Bank Melli Iran.

### Энергетика
Азербайджан и Иран совместно используют Миль-Муганское, Аракское водохранилища. 19 мая 2024 года введены в эксплуатацию гидроузлы гидроэлектростанций «Гыз-Галасы» и «Худаферин», расположенные на азербайджано-иранской границе.
Идёт строительство гидроузлов гидроэлектростанции «Ордубад» на азербайджано-иранской границе, на реке Аракс. Вместимость гидроузлов составит более 1,6 млрд м3. Предполагаемая мощность гидроэлектростанций — 280 МВт.
Производится обмен электроэнергией из Ирана в Нахичеванскую Автономную Республику и из НАР в Иран. В 2022 году 31 962 000 кВт⋅ч электроэнергии импортировано из Ирана. 32 366 000 квт-ч. электроэнергии экспортировано в Иран.
В мае 2024 года между Ираном и Азербайджаном подписано соглашение о распределении воды и энергетических ресурсов Аракского водохранилища и реки Араз.

### Нефтегазовая сфера
28 ноября 2021 года подписано соглашение о своповых поставках газа, согласно которому будет обеспечено газом 5 провинций Ирана.

### Товарооборот (тыс. долл)
| Год  | Экспорт Азербайджана | Импорт Азербайджана | Сумма товарооборота |
| ---- | -------------------- | ------------------- | ------------------- |
| 2020 | 38 485,71            | 300 615,39          | 339 101,1           |
| 2021 | 43 287,15            | 397 523,54          | 440 810,69          |
| 2022 | 29 831,05            | 476 438,40          | 506 269,45          |
| 2023 | 14 307,39            | 473 087,35          | 487 394,74          |
| 2024 | 14 008,29            | 633 058,13          | 647 066,42          |

Структура товарооборота:

Структура экспорта Ирана в Азербайджан: химическая продукция, строительные материалы, сельскохозяйственная продукция

Структура экспорта Азербайджана в Иран: оборудование, продукты питания, текстильные изделия
В 2024 году Иран экспортировал в Азербайджан сельскохозяйственную продукцию, продукты питания, промышленные товары, нефтехимическую и химическую продукцию.

## Транспорт

### Железные дороги
С 29 декабря 2016 года по конец 2017 года курсировал скоростной поезд Нахичевань — Мешхед — Нахичевань.
Идёт строительство железной дороги Астара — Решт — Казвин.
Планируется строительство железной дороги Решт-Энзели (35 км), которая позволит увеличить морские грузоперевозки.

### Авиасообщение
Прямые пассажирские авиарейсы между странами осуществляются 2 раза в неделю.
27 июля 2025 года открыт авиарейс Тебриз — Баку иранской авиакомпании. 
С 3 сентября 2025 года AZAL запустит авиарейсы Баку — Тебриз.

## В области культуры
В Азербайджане неоднократно организовывались выставки иранского художника Вадуда Муаззина.